# بيوس السابع
بيوس السابع، هو بابا الكنيسة الكاثوليكية بالترتيب الحادي والخمسون بعد المائتان في حبرية استمرت 23 عامًا من 1800 وحتى 1823. كان البابا لاهوتيًا وراهبًا. ولد باسم برنابا نيكولو شيرامونتي، وانتسب إلى الرهبنة البندكتية عام 1756، وأصبح مدرسًا للاهوت في إحدى جامعات روما وغدا كاهنًا عام 1765. انتخب أحد أقاربه غير المباشرين باسم البابا بيوس السادس عام 1775، وقد اختاره أسقفًا على تيفولي عام 1785. عرف عنه الانفتاح في التعليم الاجتماعي، وقال بعد الثورة الفرنسية: 
| بيوس السابع | الطبيعة المسيحية تصنع رجالاً ديموقراطيين بشكل جيد؛ المساواة بين البشر لم تأت من الفلاسفة بل من المسيح؛ ولا يمكن لأحد أن يؤمن بأن الكنيسة الكاثوليكية ضد الديموقراطية. | بيوس السابع |

في أغسطس 1799 توفي البابا بيوس السادس في المنفى بعد أن احتل نابليون الأول روما، فالتئم مجمع الكرادلة في البندقية لتعذر الانعقاد في روما المحتلة، وانتخب شيرامونتي بابا، فاختار اسم بيوس السابع والذي يعني السلام في مرحلة حاقت بها الحروب بأوروبا. حاول إصلاح علاقته مع الإمبراطورية الفرنسية الأولى، وتوصل لاتفاق عام 1801 مع نابليون الأول، حول إدارة أملاك وأوقاف الكنيسة الكاثوليكية في فرنسا ووضع الأساقفة والكهنة والرهبان والراهبات في القانون الفرنسي. استطاع العودة إلى روما، غير أنه أعيد ونفي منها عام 1809 فانتقل إلى سافونا حتى قبيل سقوط نابليون عام 1814. قوى البابا علاقته بالولايات المتحدة، وقال أنها «أفضل الأمم المسيحية» لاسيّما بعد أن ألغت الولايات الشمالية تجارة الرقيق.
استحدثت في عهده كنيسة الروم الملكيين الكاثوليك لتكون كنيسة كاثوليكية شرقية. بعد أن عاد إلى روما، مكث فيها حتى وفاته عام 1823، ودفن في كاتدرائية القديس بطرس.

## روابط خارجية
- بيوس السابع على موقع الموسوعة البريطانية (الإنجليزية)
- بيوس السابع على موقع إن إن دي بي (الإنجليزية)